# Rio Fântânele (Sibişel)
O Rio Fântânele é um rio da Romênia, afluente do Sibişel, localizado no distrito de Hunedoara.